# Jaume Alegret i Vidal
Jaume Alegret i Vidal   (el Vendrell, 10 de novembre de 1847 - Barcelona, 1913) fou un advocat i polític català, diputat a les Corts Espanyoles durant la restauració borbònica.

## Biografia
Exercí com a notari a Barcelona. Dins de les seves activitats com a notari va aprovar i va certificar la creació de diverses entitats com La Societat General de Banca en 1881. Originari del Vendrell, hi fou el principal dirigent del Partit Conservador, patrocinà la publicació El Vendrellense, des d'on atacà al seu adversari polític Jaume Carner i Romeu. Fou elegit diputat per aquesta circumscripció a les eleccions generals espanyoles de 1903, 1905 i 1910. En aquesta última, la seva elecció fou declarada nul·la per una sèrie d'irregularitats i Alegret només va romandre en el càrrec fins a juny de 1910, per la qual cosa va ser necessari realitzar una segona votació,i en fou declarat diputat Jaume Carner i Romeu.
Durant la seva carrera com a polític, Jaume Alegret va ser reconegut en diversos municipis de Catalunya, com per exemple, en Albiñana, on va comptar amb el suport de personalitats polítiques, mandataris i fins i tot, diversos funcionaris en representació de l'Ajuntament de Barcelona.
Les seves victòries en les eleccions polítiques van ser publicades per la premsa nacional, especialment les publicacions de Catalunya de Madrid. Va morir el 31 de març de 1913 a Barcelona.
Resultats de les eleccions com a diputat de Tarragona:
- 1903: 5779 vots (des de l'1 de maig de 1903 fins al 17 d'agost de 1905).[9]
- 1905: 3742 vots (des del 15 de setembre de 1905 fins al 30 de març de 1907).[10]
- 1910: 3910 vots (des del 14 de maig de 1910 fins al 21 de juny de 1910).[11]